# KP Legia Warszawa
A Legia Warszawa egy labdarúgócsapat Lengyelországban, Varsóban. A csapat színei fehér-zöld-fekete-piros. Beceneve Wojskowi.

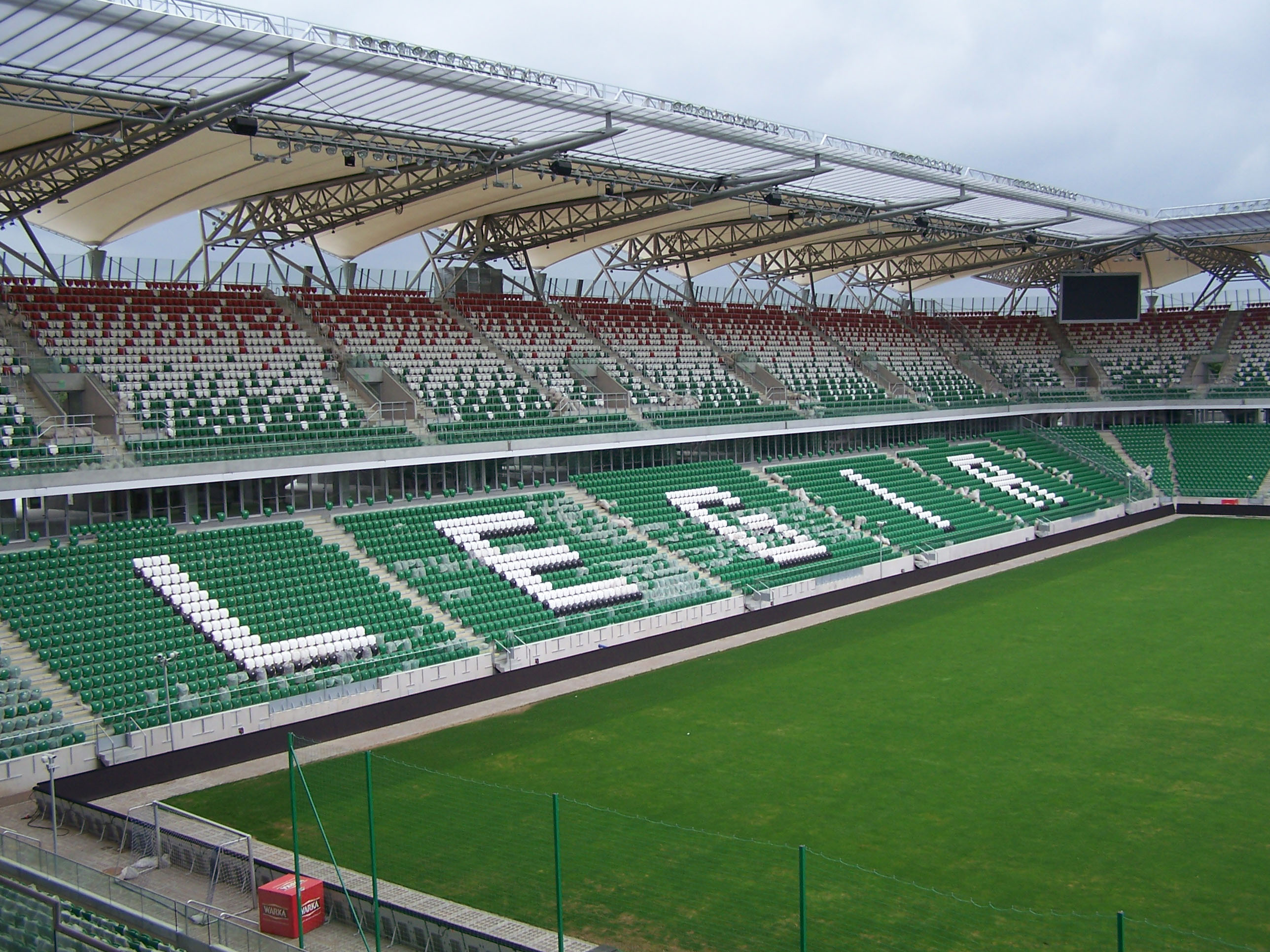
A csapat székhelyének számító Stadion Wojska Polskiego

## Története
1916 márciusában a Lengyel Hadsereg csapataként alakult, az akkor még Lengyelországhoz tartozó Wołyń (Volhínia) nevű területen. (Ma Ukrajnához tartozik.) A csapat eredeti színösszeállítása piros-fehér volt. 1916 őszén helyezte át székhelyét Varsóba, majd 1918 novemberében befejezte működését.
1920. március 14-én alakult újra az egyesület Wojskowy Klub Sportowy Warszawa néven. (Katonai Sport Klub Varsó) Az újjáalakult csapat első meccsét 1921. június 8-án játszotta a lengyel bajnokságban, a varsói A-ligában. (0-3 a Korona Warszawa ellen.)
A klub 1922 júliusában vette fel a Legia nevet. (Wojskowy Klub Sportowy „Legia” Warszawa) 1922 szeptemberében fuzionált a Korona Warszawa nevű csapattal. Az eredeti piros-fehér színösszeállítás kiegészült a Korona színeivel. (zöld-fehér) Az egyesület neve nem változott.
1925. október 25-én játszottak először a Lengyel Kupában. Hazai pályán 7-0 arányban győztek a Pogoń Warszawa ellen. Ezt követően 1927. április 3-án mutatkoztak be a Lengyel 1. osztályban; 1-4 a Warszawianka Warszawa ellen. Az első győzelemre ugyanezen év május 8-áig kellett várni: idegenben 6-1 a KT Łódź ellenében.
A háborús felkészülés miatt a klub 1938 szeptemberében felfüggesztette működését és csak 1945 áprilisában alakult meg újra I. Wojskowego Klubu Sportowego Warszawa néven. Csak később vette fel a hagyományos Wojskowy Klub Sportowy „Legia” Warszawa nevet.
A második világháborút követően a Legia a varsói városi bajnokságban indult, ahol szép sikereket ért el. (1945. június 3-án történelmének legnagyobb arányú győzelmét – 16-0 – aratta a Skra Warszawa ellen.)
Az újjáalakult lengyel bajnokság legmagasabb osztályában 1948-ban indult. 1949-ben az egyesület feloszlott és újjáalakult Centralny Wojskowy Klub Sportowy (Központi Katonai Sportklub) néven.
A legsikeresebb évnek az 1955-ös bizonyult, amikor a csapat megszerezte történetének első bajnoki címét, illetve Lengyel Kupa győzelmét is. A sikerszéria az 1956 évi bajnoki szezonban is folytatódott, hiszen a szép sikerek mellett (1956. augusztus 19. 12-0 a Wisła Kraków ellen) a Legia szerezte meg a bajnoki címet és a kupagyőzelmet is.
Bemutatkozása a nemzetközi porondon nem volt sikeres, hiszen első mérkőzésén az UEFA-kupában 4-0 arányú vereséget szenvedett Pozsonyban a Slovan Bratislavától. A visszavágón, Varsóban 2-0 arányban győztek ugyan, de a továbbjutás így sem sikerült.
1957-ben visszatértek a klub tradicionális elnevezéséhez: Centralny Wojskowy Klub Sportowy „Legia” Warszawa. 1960-tól a csapat villanyfényes meccseket is játszhat a Józef Piłsudski stadionban.
A sikeres évek után viszonylagos eredménytelen időszak következett a klub életében. Jóllehet a Legia mindig is az élmezőnyhöz tartozott; 1960-ban a lengyel kupasorozatot is megnyerte, valamint 1967-ben az Intertotó-kupában csoportgyőztes lett, az újabb bajnoki címre 1969-ig várni kellett, amit 1970-ben megismételt.

## Stadion
Hazai meccseit a Józef Piłsudski-stadionban (ul. Łazienkowska 3, 00-449 Warszawa) játssza, amely 1930. augusztus 9-én nyitotta meg kapuit. Jelenleg az aréna befogadóképessége 31 800 fő. (Mindegyik ülőhely)
A szurkolótábor a „Kryta” tribünnel szemközti hosszanti lelátón, a „Zyletán” található.

## Sikerei
Ekstraklasa
- Bajnok (15): 1955, 1956, 1968–69, 1969–70, 1993–94, 1994–95, 2001–02, 2005–06, 2012–13, 2013–14, 2015–16, 2016–17, 2017–18, 2019–20, 2020–21

Lengyel Kupa
- Győztes (20): 1954–55, 1955–56, 1963–64, 1965–66, 1972–73, 1979–80, 1980–81, 1988–89, 1989–90, 1993–94, 1994–95, 1996–97, 2007–08, 2010–11, 2011–12, 2012–13, 2014–15, 2015–16, 2017–18, 2022–23

Lengyel Szuperkupa
- Győztes (6): 1989, 1994, 1997, 2008, 2023, 2025

Lengyel Ligakupa
- Győztes (1): 2002

Európa
- Bajnokcsapatok Európa-kupája/Bajnokok Ligája
  - Elődöntő (1): 1969–70
  - Negyeddöntő (2): 1970–71, 1995–96
  - Csoportkör (1): 2016–17

- Kupagyőztesek Európa-kupája
  - Elődöntő (1): 1990–91
  - Negyeddöntő (2): 1964–65, 1981–82

- Európa-liga
  - Harmincketteddöntő (3): 2011–12, 2014–15, 2016–17
  - Csoportkör (3): 2013–14, 2015–16, 2021–22

## Játékoskeret
2023. március 6. szerint.
| #  |     | Poszt | Név               |
| -- | --- | ----- | ----------------- |
| 1  | POL | K     | Kacper Tobiasz    |
| 5  | POR | V     | Yuri Ribeiro      |
| 6  | SWE | V     | Mattias Johansson |
| 7  | CZE | CS    | Tomáš Pekhart     |
| 8  | POL | KP    | Rafał Augustyniak |
| 9  | SLO | CS    | Blaž Kramer       |
| 11 | SVK | KP    | Róbert Pich       |
| 13 | POL | KP    | Paweł Wszołek     |
| 14 | UKR | KP    | Ihor Haratyin     |
| 16 | ALB | KP    | Jurgen Çelhaka    |
| 17 | POL | V     | Maik Nawrocki     |
| 18 | POL | KP    | Patryk Sokołowski |
| 19 | ESP | CS    | Carlitos          |
| 20 | ALB | KP    | Ernest Muçi       |
| 25 | SRB | V     | Filip Mladenović  |

| #  |           | Poszt | Név               |
| -- | --------- | ----- | ----------------- |
| 27 | POR       | KP    | Josué Pesqueira   |
| 28 | GER       | KP    | Makana Baku       |
| 29 | Mauritius | V     | Lindsay Rose      |
| 30 | POL       | K     | Dominik Hładun    |
| 31 | POL       | K     | Cezary Miszta     |
| 39 | POL       | CS    | Maciej Rosołek    |
| 55 | POL       | V     | Artur Jędrzejczyk |
| 63 | POL       | KP    | Jakub Kisiel      |
| 67 | POL       | KP    | Bartosz Kapustka  |
| 77 | POL       | KP    | Jakub Jedrasik    |
| 81 | POL       | K     | Jakub Trojanowski |
| 86 | POL       | CS    | Igor Strzałek     |
| 99 | POL       | KP    | Bartosz Slisz     |
| —  | POL       | KP    | Filip Rejczyk     |
| —  | POL       | V     | Jan Ziolkowski    |